# Guerre civile chinoise
Batailles
- Récolte d'automne
- Baise
- Commune de Canton
- Nanchang

- Jiangxi (en)
- Hubei-Henan-Anhui (en)
- Honghu (en)
- Hubei-Henan-Shaanxi (en)
- Shaanxi-Gansu (en)

- Jiangxi (en)
- Hubei-Henan-Anhui (en)
- Honghu (en)
- Hubei-Henan-Shaanxi (en)
- Shaanxi-Gansu (en)

- Jiangxi (en)
- Hubei-Henan-Anhui (en)
- Honghu (en)
- Soulèvement de Ningdu (en)
- Hubei-Henan-Shaanxi (en)
- Shaanxi-Gansu (en)

- Jiangxi (en)
- Hubei-Henan-Anhui (en)
- Hunan-ouest Hubei (en)

- Jiangxi (en)
- Hubei-Henan-Anhui (en)

- Wannan
- Campagne d'ouverture
- Yetaishan
- Jiangsu Sud
- Baoying
- Yongjiazhen
- Tianmen
- Linyi
- Wuhe
- Yinji
- Huaiyin-Huai'an (en)
- Xinghua (en)
- Dazhongji (en)
- Lingbi (en)
- Zhucheng (en)
- Lishi (en)
- Pingdu (en)
- Taixing (en)
- Shangdang (en)
- Wuli (en)
- Xiangshuikou (en)
- Rugao (en)
- Weiguangnuan (en)
- Shicun (en)
- Opération Beleaguer (en)
- Houmajia (en)
- Handan (en)
- Pacification du Nord-Est (en)
- Shaobo (en)
- Gaoyou (en)
- Tangguo (en)
- Houma (en)
- Siping (1re) (en)
- Siping (2e) (en)
- Plaine du Nord (en)
- Voie ferrée Tongpu Sud (en)
- Datong–Jining (en)
- Longhai (en)
- Dapu (en)
- Ruhuang (en)
- Dingtao (en)
- Linfu (en)
- Zhengtai (en)
- Datong-Puzhou (en)
- Huaiyin–Huai'an (en)
- Yan'an (en)
- Kalgan (en)
- Lüliang (en)
- Linjiang (en)
- Guanzhong (en)
- Beitashan (en)
- Baoding Sud (en)
- Niangziguan (en)
- Tang'erli (en)
- Menglianggu (en)
- Été 1947, Nord-Est (en)
- Heshui (en)
- Siping (3e) (en)
- Baoding Nord (en)
- Nanlin (en)
- Crête du Méridien (en)
- Rivière Daqing Nord (en)
- Automne 1947, Nord-Est (en)
- Mont Funiu (en)
- Hiver 1947, Nord-Est (en)
  - Gongzhutun (en)
- Pic du phénix (en)
- Tai'an Ouest (en)
- Jingzhong (en)
- Linfen (en)
- Zhouzhang (en)
- Hebei-Rehe-Chahar (en)
- Yanzhou (en)
- Shangcai (en)
- Liaoshen
  - Changchun
  - Jinzhou (en)
  - Tashan (en)
- Jinan (en)
- Taiyuan (en)
- Huaihai (en)
  - Shuangduiji (en)
- Jiulianshan (en)
- Pingjin (en)
  - Tianjin (en)

- Chine Nord (en)
- Chine Sud-centre (en)
- Chine Est (en)
- Dabieshan (en)
- Chine Nord-Ouest (en)
- Wupin (en)
- Chine Sud-Ouest (en)
- Longquan (en)
- Canton Nord (en)
- Guizhou Nord-Est (en)
- Hunan-Hubei-Sichuan (en)
- Hunan Ouest (en)
- Shiwandashan (en)
- Liuwandashan (en)
- Guangxi Ouest (en)

- Shanghai (en)
- Lanzhou (en)
- Ningxia (en)
- Nanchuan (en)
- Guangxi (en)
  - Bobai (en)
- Chengdu (en)
- Bamianshan (en)
- Tianquan (en)
- Yiwu (en)
- Insurrection islamique du Kuomintang (en)
- Frontière sino-birmane (en)

- Quemoy (en)
- Denbu (en)
- Nan'ao (en)
- Île de Hainan (en)
- Dongshan (1re) (en)
- Wanshan (en)
- Bataille de l'île de Nanpeng (en)
- Nanri
- Nanpeng (en)
- Dalushan (en)
- Dongshan (2e)
- Yijiangshan
- Tachen
- Dong-Yin

La guerre civile chinoise est un conflit qui opposa le gouvernement de la République de Chine, dirigé par le Kuomintang, aux forces du Parti communiste chinois (PCC). Le conflit armé se poursuivit par intermittence du 1er août 1927 jusqu'à la victoire des communistes, qui leur assura le contrôle total de la Chine continentale le 7 décembre 1949.
La guerre se divise en deux grandes périodes : d'abord les combats entre 1927 à 1937, interrompus par l'invasion japonaise et la constitution du second front uni chinois, et ensuite les affrontements de 1945 à 1949. Démarrant à partir du massacre de Shanghai en 1927, le conflit se termine par la fuite de forces du Kuomintang sur l'île de Taiwan. 
Guerre diffuse, composées de petites forces de guérilla et d'armées professionnelles, le conflit connait d'importantes métamorphoses au grès des alliances et des soutiens internationaux. La Chine de l'époque, mosaïque diffuse de seigneurs de la guerre, offre de nombreux revirements d'alliances et d'allégeances mêlant ambitions personnelles et interventions étrangères. Les forces communistes, guidées par Mao Zedong, connaissent de nombreux revers de 1927 à 1937. A contrario sur la même période, la décennie de Nankin, dirigée par le chef du Kuomintang Tchang Kai-Chek, fait croire à la possibilité d'une chine unifiée par les nationalistes. Les bouleversements de la seconde guerre sino-japonaise redistribuera les cartes et fera de l'armée populaire de libération (armée du PCC) la première force du pays.
La guerre civile chinoise est l'un des conflits les plus longs et les plus sanglants du XXe siècle, il est un évènement majeur de la tripolarisation du monde qui caractérise la guerre froide, et il sert de genèse mémorielle à la République populaire de Chine. Le périple jusqu'à la victoire des communistes est à la source d'exemples nombreux de la pensée et de la stratégie de guerre populaire prônée par le Maoisme.

## Prélude
Dans les années 1920, le gouvernement du Kuomintang, dirigé par Sun Yat-sen à Canton, revendique la souveraineté sur la république de Chine face au gouvernement des seigneurs de la guerre qui tient le nord du pays. Ne recevant pas d'aide des pays occidentaux, il se tourne vers l'Union soviétique : le Komintern aide le Kuomintang à mettre sur pied une véritable force armée, capable de conquérir et de pacifier la Chine. Le Parti communiste chinois, récemment formé et de taille encore réduite, s'allie au parti nationaliste : ses membres sont autorisés par le Komintern à pratiquer la double appartenance, et participent à la fondation de l'Armée nationale révolutionnaire.
En 1925, Sun Yat-sen meurt. Si Wang Jingwei, son successeur à la tête du gouvernement nationaliste et chef de l'aile gauche du Kuomintang, est favorable au maintien de l'alliance avec les communistes, l'aile droite du parti, menée notamment par Chiang Kaï-shek, y est hostile. En mars 1926, prétextant un complot contre lui, Chiang décrète la loi martiale à Canton et limite le droit d'accès des communistes à la direction du Kuomintang. En juillet 1926, l'Armée nationale révolutionnaire entame l'expédition du Nord, destinée à soumettre les factions armées et à unifier le pays sous la bannière nationaliste. Le Parti communiste bénéficie de sa participation à l'expédition et connaît un afflux de militants grâce à l'extension des grèves ouvrières et des revendications paysannes en Chine.

## Rupture du front uni
En janvier 1927, face à la mainmise grandissante de Chiang Kaï-shek, Wang Jingwei déplace le gouvernement de Canton à Wuhan, où ses alliés communistes sont influents. En mars, un soulèvement des travailleurs de Shanghai, animé notamment par les communistes, permet la prise de contrôle de la ville dans le cadre de l'expédition du Nord. L'armée du Kuomintang n'arrive qu'après-coup, pour trouver Shanghai aux mains des ouvriers et des communistes. Afin de contrecarrer l'influence des communistes, Chiang Kaï-shek décide de rompre le front uni par la violence : avec l'aide de la Bande Verte, une triade locale, la troupe opère une répression brutale qui se solde par 300 morts officiels et environ 5 000 « disparus ». La gauche du Kuomintang dénonce les actions de Chiang Kaï-shek mais ce dernier transfère à Nankin un gouvernement à ses ordres. Une purge généralisée est décrétée contre les communistes au sein du Kuomintang. La rupture avec le Komintern est consommée : les conseillers soviétiques du Kuomintang doivent progressivement quitter le pays, et abandonnent les communistes chinois à leur sort. En juillet, Wang Jingwei, impuissant face à Chiang, rompt à son tour avec les communistes et se rallie au gouvernement de Nankin.

## Soulèvements communistes
Alors que l'expédition du Nord se poursuit, les communistes commencent une série de soulèvements armés. Le 1er août 1927, les troupes sympathisantes du PCC, menées notamment par Zhou Enlai, se révoltent à Nanchang : les détachements rebelles forment les premiers éléments de l'Armée rouge chinoise. Le 7 septembre, Mao Zedong mène une révolte des paysans dans le Hunan et le Jiangxi, où il établit un soviet : le soulèvement est écrasé par la troupe, mais Mao parvient à prendre la fuite.
Les troupes armées révoltées réalisent leur jonction avec les rebelles paysans et prennent avec eux le contrôle de plusieurs régions du sud de la Chine. Le 11 décembre à Canton, une révolte prend le contrôle de la ville et établit un soviet mais est écrasée par l'armée trois jours plus tard. Dans les montagnes du Jinggang, Zhu De rejoint Mao Zedong et lui apporte son expérience militaire.

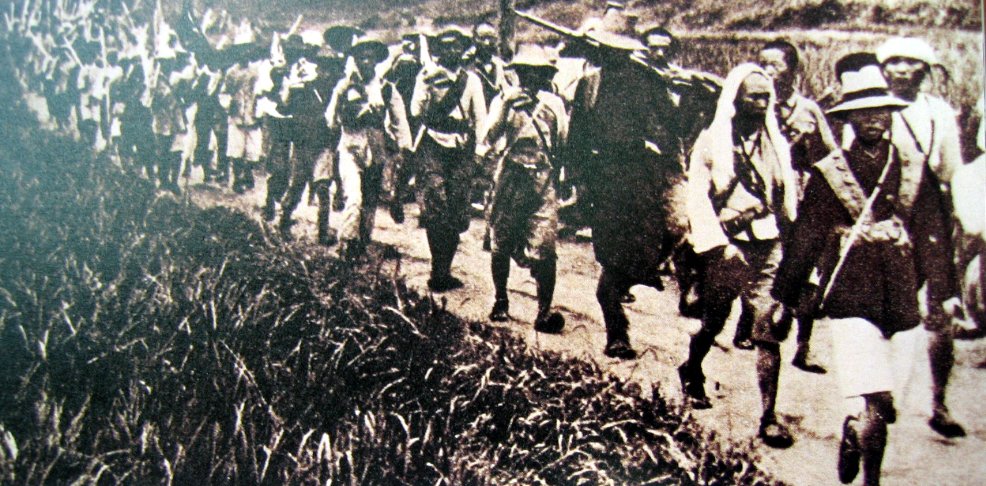
Soldats de l'Armée rouge chinoise.

Entre-temps, après la fin de l'expédition du Nord et la prise de Pékin en juin 1928, le Kuomintang revendique la souveraineté sur l'ensemble de la république de Chine, son gouvernement étant reconnu au niveau international.
En 1930, la guerre des Plaines centrales, en distrayant l'armée gouvernementale, donne aux communistes davantage de latitude pour organiser leur contrôle sur les « régions rouges ». De novembre 1930 à janvier 1931, les troupes nationalistes tentent de briser par une campagne d'encerclement le territoire communiste du sud du Jiangxi, mais sont finalement repoussées par les forces armées communistes, qui se révèlent bien mieux équipées et entraînées que de simples guérilleros.

## République soviétique chinoise
En septembre 1931, le gouvernement chinois est déstabilisé par l'invasion japonaise en Mandchourie. Les communistes en profitent pour renforcer leur organisation et, le 7 novembre 1931, les territoires discontinus des régions communistes sont officiellement réunis sous l'autorité de la République soviétique chinoise, dont Mao Zedong est le président. Le territoire évolue jusqu'à recouvrir 30 000 kilomètres carrés et compter une population de 3 millions d'habitants. Entre 1931 et 1934, l'Armée nationale révolutionnaire du Kuomintang réalise quatre nouvelles campagnes d'encerclements contre les territoires communistes du Jiangxi, du Henan, du Hubei, du Shaanxi de l'Anhui et du Gansu. La dernière et 5e campagne, commandée personnellement par Chiang Kaï-shek, voit la victoire des nationalistes : de septembre 1933 à octobre 1934, environ un million d'hommes harcèlent la République soviétique chinoise, encerclée de blockhaus. Les régions encerclées subirent bombardements et famines. Le 10 octobre, le principal bastion communiste est anéanti dans le Jiangxi.

## Longue marche
Parvenant à briser l'encerclement, l'Armée rouge chinoise est contrainte à la fuite. Mao Zedong et ses hommes entament la Longue marche, qui dure 370 jours et les voit parcourir 12 500 kilomètres, du Jiangxi jusqu'au territoire du Shaanxi. À l'arrivée, les troupes communistes sont décimées. Mao Zedong s'est néanmoins imposé comme le chef incontesté des communistes chinois.

## Alliance contre les Japonais
Malgré la politique expansionniste de plus en plus agressive de l'empire du Japon, Chiang Kaï-shek continue de traiter en priorité la lutte contre les communistes. Wang Ming, soutenu par le Komintern, publie le 1er août 1935 un manifeste appelant les communistes à s'unir au Kuomintang contre les Japonais, mais Mao Zedong n'y est pas favorable. En décembre 1936, c'est Zhang Xueliang, un seigneur de la guerre rallié au gouvernement, qui décide de forcer la main à Chiang Kaï-shek : il séquestre le dirigeant chinois et le force à la négociation avec les communistes. À la fin décembre, un accord est conclu : les troupes communistes sont intégrées à l'Armée nationale révolutionnaire, où elles forment leurs propres unités, la Huitième armée de route et la Nouvelle quatrième armée.
Malgré l'alliance, les forces chinoises ne sont pas de taille à lutter contre l'Armée impériale japonaise et subissent une série de désastres au début du conflit. Les communistes privilégient les actions de guérilla, notamment dans le nord de la Chine. Mao Zedong souhaite épargner ses troupes autant que possible et continuer de consolider ses forces, dans l'objectif d'une reprise de la guerre contre les nationalistes, une fois les Japonais vaincus. En 1941, les troupes du Kuomintang et la Nouvelle quatrième armée s'affrontent militairement, soulignant la fragilité du front uni.

## Nouvelles tensions dès 1945
Une guerre civile de basse intensité recommence dès la capitulation japonaise. Le premier théâtre d'opérations est la Mandchourie, que l'Union soviétique a envahie en 1945. N'ayant pas de troupes en Mandchourie, Chiang Kaï-shek négocie avec les Japonais pour obtenir qu'ils ne quittent pas trop vite la région, afin d'éviter sa prise de contrôle complète par les communistes. Il ordonne également aux troupes japonaises en Mandchourie de ne pas remettre leurs armes aux communistes, et d'attendre l'arrivée des soldats du Kuomintang, mais ne peut empêcher les troupes régulières communistes d'opérer leur jonction avec la guérilla locale, affermissant leur influence dans la région. Le 15 août, le gouvernement chinois signe un traité d'alliance avec l'Union soviétique, prévoyant le retour de la Mandchourie à la Chine et reconnaissant la souveraineté soviétique à Port-Arthur : les communistes chinois apparaissent isolés politiquement par cette victoire stratégique des nationalistes. Ils ont néanmoins pu établir leur pouvoir à Harbin et étendre leurs bases vers le sud, tandis que Chiang Kaï-shek fait remonter ses meilleures troupes vers le nord-est dans l'espoir de les contrer.
Les États-Unis, qui sympathisent à l'époque avec Mao (ce qui s'explique en partie par la publication en 1937 du livre Red Star Over China, ouvrage hagiographique sur Mao publié par le journaliste Edgar Snow, qui déclencha une vague de sympathie envers le leader communiste chinois), se posent en médiateurs. Le général Marshall est nommé en novembre 1945 ambassadeur des États-Unis en Chine. Une mission américaine est installée à Yan'an et espère aboutir à la formation d'un gouvernement de coalition communiste-nationaliste, afin d'éviter un nouveau conflit ouvert en Chine. Du 28 août au 10 octobre 1945, des négociations sont menées à Chongqing en présence du diplomate américain Patrick J. Hurley, Chiang Kaï-shek et Mao Zedong négocient, mais leur rencontre n'aboutit qu'à des déclarations de principe en faveur d'une reconstruction pacifique du pays. Une commission politique consultative tripartite est créée, et destinée à ramener la paix en Chine mais elle ne fonctionnera jamais, les incidents entre communistes et nationalistes se multipliant.
Pendant les pourparlers, un conflit armé éclate à partir du 10 septembre 1945, soit 24 heures après la reddition officielle des Japonais en Chine. Les troupes nationalistes, commandées par Yan Xishan, avancent sur la place forte communiste du Shanxi, afin d'en prendre le contrôle. Les troupes communistes, conduites notamment par Deng Xiaoping, ripostent et affrontent les nationalistes jusqu'en octobre, mettant finalement hors de combat treize divisions de l'armée du Kuomintang, et faisant 31 000 prisonniers. Les affrontements ont pour résultat, durant les négociations de Chongqing, de faire passer les nationalistes pour les agresseurs, tout en améliorant l'image des communistes auprès des occidentaux.

## Reprise de la guerre civile
La période qui voit la reprise du conflit ouvert est désignée en république populaire de Chine sous le nom de guerre de libération (chinois simplifié : 解放战争; pinyin: Jiěfàng Zhànzhēng). Le conflit dégénère en guerre ouverte à partir du mois de mars. En juillet, l'Armée rouge chinoise est rebaptisée Armée populaire de libération. En août 1946, les communistes remportent la victoire contre les nationalistes dans le Gansu.
Chiang Kaï-shek profite des surplus de l'armée américaine et bénéficie d'un important soutien financier américain. Les communistes reprennent initialement leur tactique de guérilla, en s'armant progressivement par prises de guerre, multipliant les embuscades, fuyant les batailles rangées, et échappant ainsi à l'armement lourd des nationalistes. À mesure que leur armement se renforce et que les défections se multiplient dans les rangs nationalistes, les communistes se livrent à un nombre grandissant de chocs frontaux avec les troupes gouvernementales. Les communistes pratiquent dans les régions rurales passées sous leur contrôle une redistribution des terres, qui leur garantit le soutien d'une partie importante de la population et fournit aux paysans enrôlés dans leur armée une motivation pour combattre.
La position du gouvernement chinois est difficile, son économie ayant été quasiment ruinée par la guerre contre les Japonais. La Chine subit une période d'hyperinflation. La république de Chine tente néanmoins d'affermir sa légitimité, en promulguant notamment une nouvelle constitution, le pays n'ayant connu depuis 1912 qu'une série de constitutions provisoires.
Sur le plan militaire, Chiang multiplie les erreurs de stratégie : il privilégie ainsi la défense de ses bastions des grandes villes, laissant les communistes affermir leur mainmise sur les campagnes. Le Kuomintang utilise également les services d'anciennes troupes du gouvernement collaborateur chinois : cela a un effet désastreux sur son image auprès de la population, qui se souvient au contraire de la guerre de résistance menée par les communistes au temps de l'occupation.
En mars 1947, les nationalistes parviennent à prendre le bastion communiste de Yan'an. Les communistes tiennent cependant l'essentiel du nord-est de la Chine et contrôlent une population de 90 millions d'habitants. Ils disposent alors d'environ un million de soldats réguliers et de deux millions de miliciens et troupes locales.
En avril 1948, Yan'an est reprise. En juin, au gré des défections et des prises de matériel, l'Armée populaire de libération rivalise désormais avec l'Armée nationale révolutionnaire en termes d'effectifs et d'armement lourd. Pendant ce temps, le régime du Kuomintang s'aliène progressivement ses alliés américains et décourage les milieux d'affaires par la corruption qui règne en son sein, et les nombreux détournements de fonds et d'aides pratiqués par ses officiers. Du 12 septembre au 12 novembre 1948, une bataille majeure oppose les armées communistes et nationalistes, ces derniers tentant de montrer une contre-offensive. La campagne se termine par la prise de Shenyang et Changchun par les communistes qui prennent le contrôle définitif de la Mandchourie. En capturant à cette occasion de nombreuses unités du Kuomintang, les communistes font également de nouvelles prises importantes en matière d'armement lourd. En septembre 1948, l'Armée populaire de libération prend le contrôle du Shandong. Selon certains auteurs, les communistes bénéficient également de la complaisance de plusieurs généraux nationalistes, vraisemblablement infiltrés ou gagnés à leur cause.
De fin novembre 1948 à fin janvier 1949, les communistes prennent le contrôle de Pékin, Tianjin, et de l'ensemble de la région dite de la plaine de la Chine du Nord.

## Victoire des communistes en Chine continentale
Le 21 janvier 1949, face aux désastres militaires, Chiang Kaï-shek démissionne de son poste de président de la république de Chine. Li Zongren assure l'intérim et tente de négocier avec les communistes, mais les pourparlers tournent court le 20 avril 1949. Le 21 avril, l'Armée populaire de libération franchit le Yangtsé. De nombreuses localités rurales passent sous contrôle des militants communistes avant même l'arrivée des troupes de Mao. Le 23 avril, Nankin est prise, le gouvernement nationaliste se réfugiant à Canton, d'où Li Zongren espère mener une contre-attaque, mais qui tombe à son tour en novembre. La conquête du Sud de la Chine par les communistes permettra leur implication dans un second conflit, la guerre d'Indochine, dans lequel ils auront un impact décisif en fournissant une aide importante au Viet Minh dans sa lutte contre les Français.
Le 1er octobre, Mao, au balcon de Tian'an men, proclame officiellement à Pékin la république populaire de Chine.
Li Zongren, malade, abandonne le pouvoir dans les faits tandis que Chiang Kaï-shek déplace le gouvernement à Chongqing. À la fin 1949, les forces du Kuomintang reculent sur tous les fronts. La principale poche de résistance, à Chengdu, tombe le 10 décembre. Le gouvernement nationaliste se replie sur des îles, dont les principales sont Taïwan et Hainan. Un exode massif de civils accompagne l'état-major nationaliste et les troupes rescapées : la population de Taïwan s'accroît d'environ deux millions de personnes. Taipei est proclamée capitale provisoire de la république de Chine.
Avec le soutien des États-Unis, le Kuomintang tente d'instaurer un blocus maritime contre la Chine continentale. Les navires se dirigeant vers les côtes chinoises sont capturés et leur chargement confisqué[réf. nécessaire].

## Derniers combats en 1950
Le 5 mars 1950, la république populaire de Chine débarque à Hainan et vient à bout le 1er mai des troupes commandées par le général Xue Yue, prenant le contrôle de l'île. La Chine communiste conquiert ensuite l'île de Zhoushan, puis l'archipel de Wanshan, où les combats s'arrêtent le 7 août 1950. Plusieurs batailles ont ensuite lieu dans les années suivantes entre les deux Républiques chinoises, le régime communiste prenant progressivement le contrôle des multitudes d'îles situées au large de la Chine du sud. En 1958, seules restaient aux mains des nationalistes Quemoy (Kinmen) et les îles Matsu. Une tentative des communistes pour s'emparer des îles en 58-59 échoua, notamment devant la mauvaise volonté de "l'allié" soviétique, peu désireux de provoquer un conflit majeur avec les Etats-Unis. Aujourd'hui, elles sont toujours contrôlées par Taïwan.

## Victimes
Les évaluations du nombre de victimes sont très variables. Les chiffres, tous camps confondus, de 2 000 000 de pertes militaires entre 1928 et 1936, puis de 1 200 000 entre 1946 et 1949, ont été avancés. Rudolph Joseph Rummel, en cumulant les pertes militaires avec les massacres de populations commis par le Kuomintang (qu'il estime à 2 645 000 victimes) et ceux commis par les communistes (2 323 000 victimes estimées), en arrive à une évaluation de 6 194 000 victimes environ, dont environ 4 968 000 pour la période post-1945,.
Officiellement, 936 militaires soviétiques de l'armée rouge sont morts en Chine sur la période 1946-1951, mais le chiffre de 25 000 militaires Soviétiques tués entre fin 1945 à 1951 est parfois avancé[réf. nécessaire].

## Conséquences
Le conflit entraîne la coexistence de deux entités, dont chacune affirme, dans leurs constitutions respectives, sa souveraineté sur l'ensemble du territoire chinois : la république populaire de Chine qui contrôle la Chine continentale depuis 1949, et la république de Chine, qui est la continuation de la « première République » de 1912, et qui se réduit principalement à l'île de Taïwan. Cette dernière apparaît initialement fragile, mais la guerre froide fait de Chiang Kaï-shek un allié majeur des États-Unis sur le continent asiatique. Le décollage économique du pays, devenant un des quatre Tigres asiatiques, contribue ensuite au maintien du régime, qui se démocratisera à partir des années 1980. Les derniers affrontements datent de 1959, aucun traité de paix n'a été signé entre les deux pays.
Le président taïwanais Lee Teng-hui déclare considérer le conflit comme terminé et mit fin à la période de rébellion communiste le 22 avril 1991 avec effet le 1er mai 1991 en amendant les Provisions temporaires.
Le consensus de 1992 constitue une première tentative de rapprochement. En 2005, a eu lieu le plus important contact officiel et pacifique depuis 1945 entre le Parti communiste chinois et le Kuomintang, aboutissant à l'accord Kuomintang-PCC.
En 2025, la Chine communiste considère toujours Taïwan comme une province rebelle. En contrepartie du point de vue "taïwanais", c'est plutôt la Chine continentale qui demeure en rébellion contre le gouvernement de Taipei qui prétend représenter légalement la Chine entière depuis 1912, quoique le gouvernent de Taipei ne poursuit plus activement ces revendications et privilégie le statu quo.
Dans les instances internationales, la représentation de la Chine est l'apanage du gouvernement de Pékin depuis qu'il a remplacé celui de Taipei à l'ONU en 1971. 
Les deux entités ont lié des relations commerciales, et le Kuomintang avait opéré un rapprochement avec le Parti communiste chinois. Mais les relations se sont de nouveau tendues après l'élection de Tsai Ing-wen, du Parti démocratique progressiste (PDP) favorable à l'indépendance, en 2016 et sa réélection en 2020.
Le statut de Taïwan demeure toujours un enjeu géopolitique majeur.

## Cartes

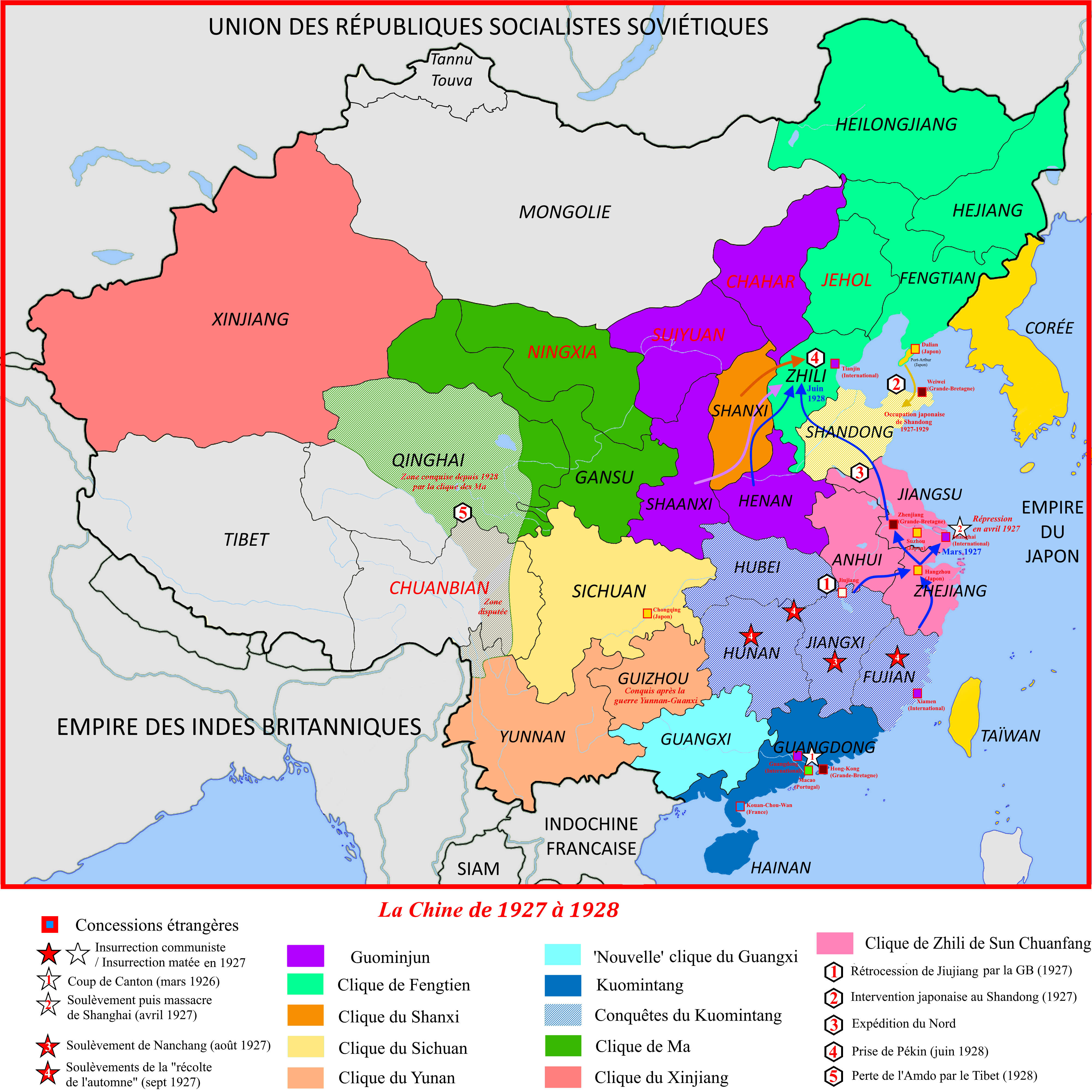
Carte de la Chine en 1927
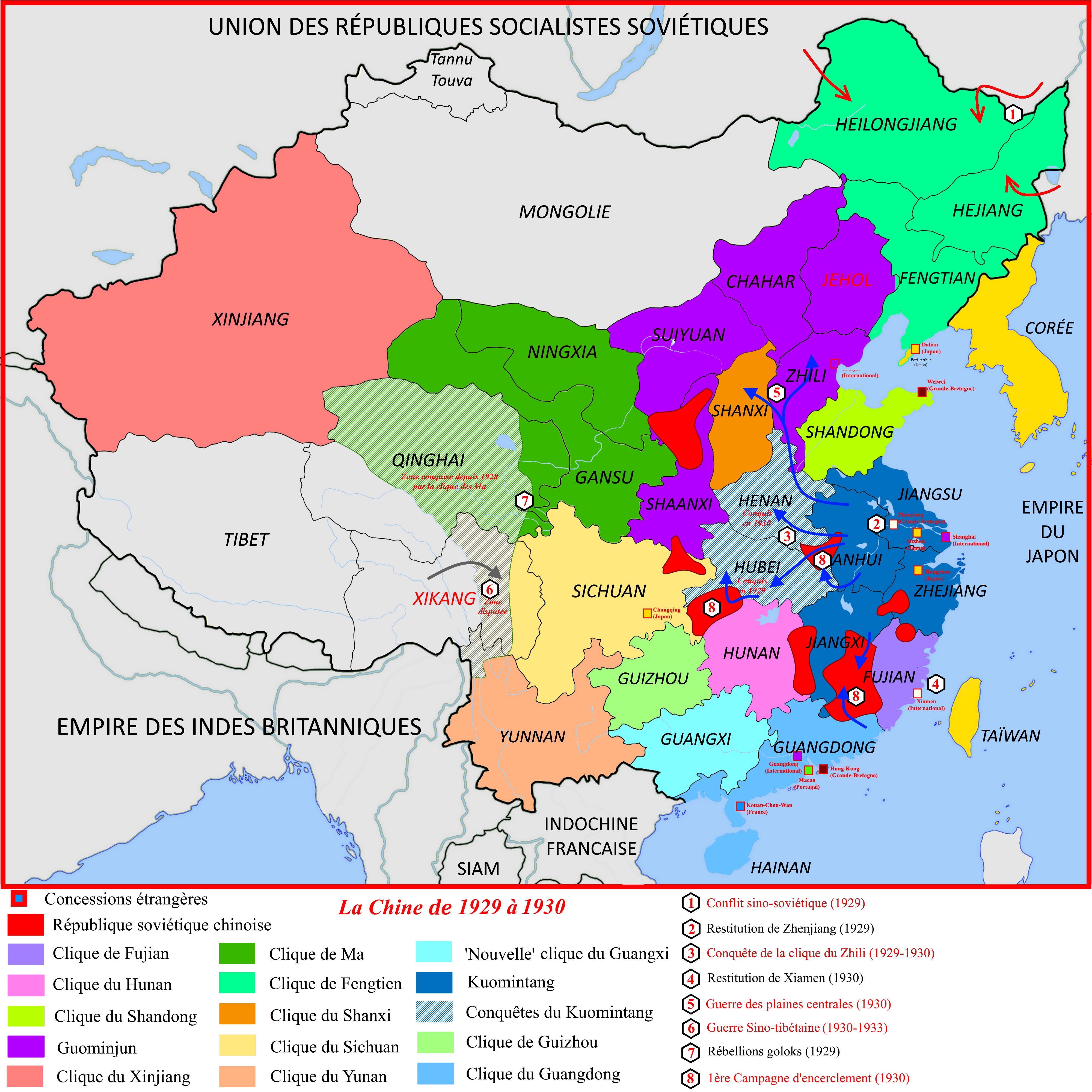
Carte de la Chine en 1929
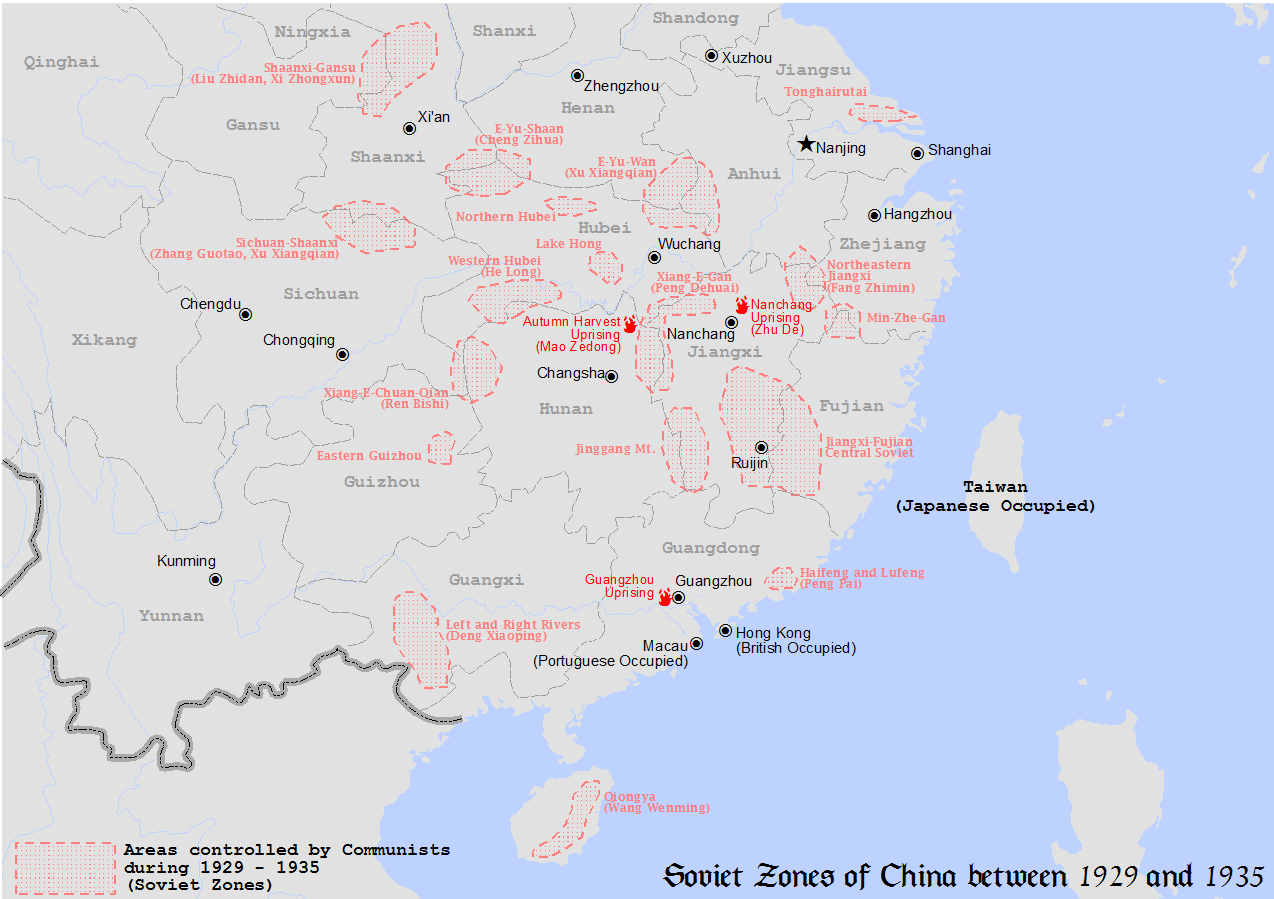
Zones contrôlées par les communistes pendant et après les campagnes d'encerclement.
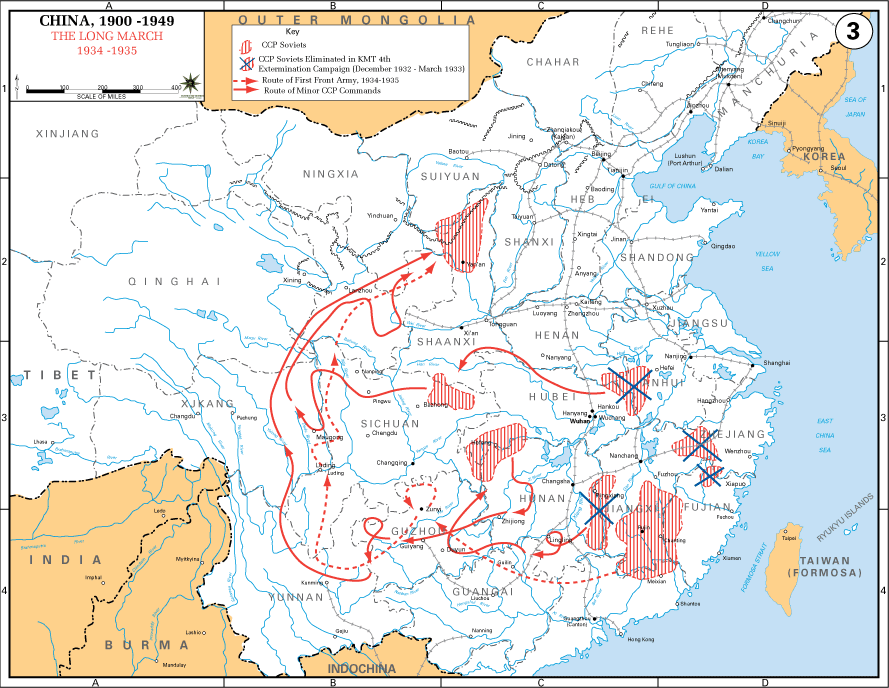
Routes empruntées par les forces communistes pendant la longue marche
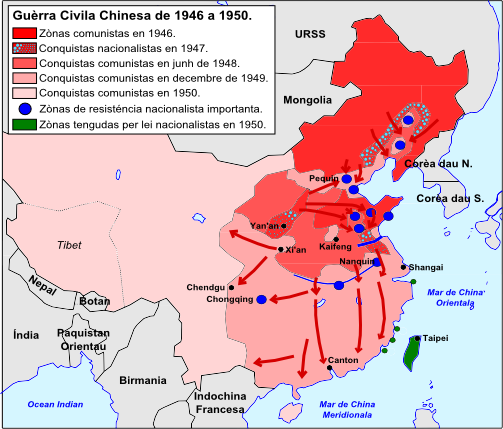
Avancées et victoire communistes durant la dernière phase de la guerre civile (1946-50).

## Drapeaux

Premier drapeau de la République soviétique.
Étendard de l'Armée rouge chinoise.
Étendard de l'Armée populaire de libération.
Étendard de l'ANR, puis de l'Armée de la république de Chine.